# Milíkov (ort i Tjeckien, lat 49,59, long 18,72)
Milíkov är en ort i Tjeckien. Den ligger i den östra delen av landet, 300 km öster om huvudstaden Prag. Milíkov ligger 423 meter över havet och antalet invånare är 1 291.
Terrängen runt Milíkov är huvudsakligen kuperad. Milíkov ligger nere i en dal.Runt Milíkov är det tätbefolkat, med 369 invånare per kvadratkilometer. Närmaste större samhälle är Třinec, 10,8 km norr om Milíkov. Omgivningarna runt Milíkov är en mosaik av jordbruksmark och naturlig växtlighet.